# Стихей Григорьева
Стихей Григорьева (лат. Stichaeus grigorjewi) — вид морских лучепёрых рыб из семейства стихеевых отряда скорпенообразных. Распространён в северо-западной части Тихого океана: южная часть Охотского моря и южные Курильские острова, северное побережье Японского моря от залива Де-Кастри до Корейского полуострова, до Жёлтого моря, тихоокеанское побережье Японии до Токио. Обитает на глубинах от 258 до 300 метров на песчаном и илистом дне. Батидемерсальная рыба умеренных вод. Максимальная длина тела 60 см. Безвреден для человека, охранный статус вида не оценивался, объектом промысла не является.

## Размножение и развитие
Нерест в заливе Петра Великого проходит в мае-июне. Крупные кладки икры откладываются в расщелины между камнями на мелководье, самцы остаются у кладок в течение всего эмбриогенеза. Икринки имеют характерные уплощения на поверхности оболочек, которыми они скрепляются с соседними икринками в кладке. Период развития эмбрионов до вылупления предличинок составляет около 15 дней при температуре воды свыше 13°С. Предличинки немного хуже развиты, чем у других видов семейства Stichaeidae — Neosoarces pulcher и Opisthocentrus zonope, — имеющих значительно более длительный период инкубации. Личинки Stichaeus grigorjewi выделяются заметно более сильным развитием среднего мозга, что объясняется хорошим зрением у взрослых рыб.
Характерные признаки свободноплавающих личинок длиной TL 8 мм — количество миотомов 61-62, перевернутый V-образный рисунок 2 меланофоров между грудными плавниками, 10 мелких меланофоров на вентральной части туловищного отдела, 36 — в нижнехвостовом ряду, меланофоры на анальном выступе.

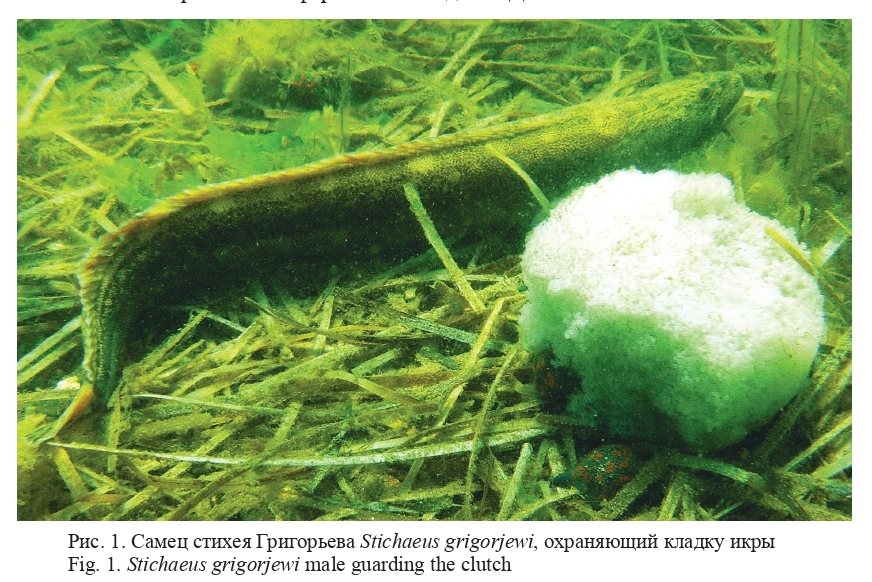
Самец, охраняющий кладку икры
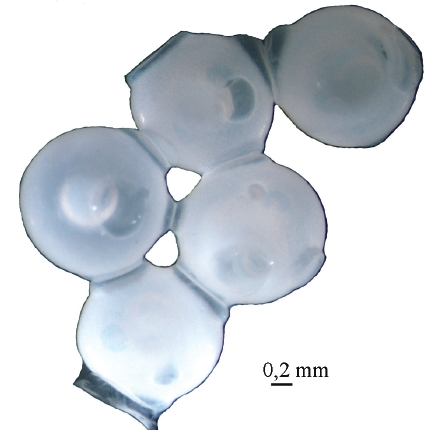
Икринки из кладки, скрепленные между собой
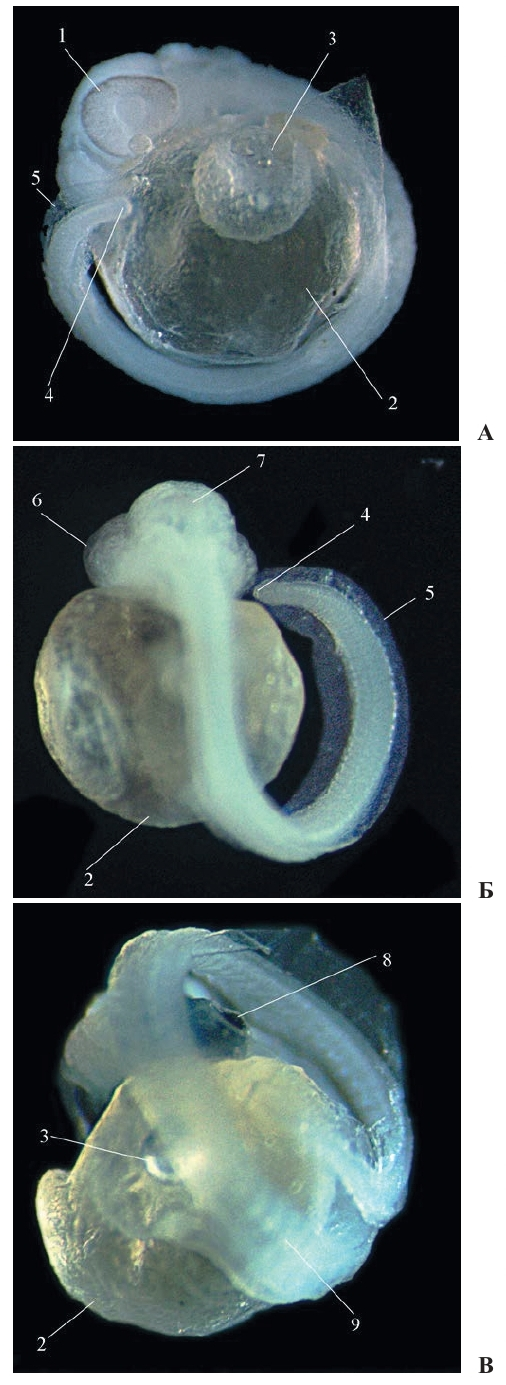
Икра на разных стадиях развития: А — 1-е сутки инкубации; Б — 4-е сутки инкубации; В — 7-е сутки инкубации; 1 — глазной зачаток; 2 — желточный мешок; 3 — жировая капля; 4 — хвостовая почка; 5 — плавниковая складка; 6 — слуховая капсула; 7 — средний мозг; 8 — глаз; 9 — хвост
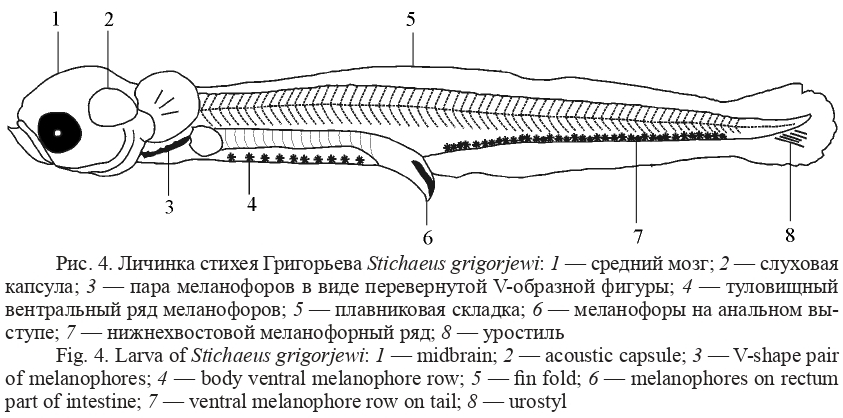
Личинка: 1 — средний мозг; 2 — слуховая капсула; 3 — пара меланофоров в виде перевернутой V-бразной фигуры; 4 — туловищный вентральный ряд меланофоров; 5 — плавниковая складка; 6 — меланофоры на анальном выступе; 7 — нижнехвостовой меланофорный ряд; 8 — уростиль